# Teenage Mutant Ninja Turtles 2: Battle Nexus
Teenage Mutant Ninja Turtles 2: Battle Nexus è un videogioco pubblicato dalla Konami per PlayStation 2, GameCube, Xbox e Nintendo DS, ed basato sulla serie animata delle Tartarughe Ninja del 2003.